# Osredak (Krupa na Uni)
Osredak (szerbül: Осредак) szerb falu Bosznia-Hercegovinában, a Szerb Köztársaságban, Krupa na Uni községben.

## Fekvése
Bosznia-Hercegovina nyugati részén, Banja Lukától légvonalban 72, közúton 107 km-re nyugatra, Prijedortól légvonalban 38, közúton 58 km-re délnyugatra, a Mlaka és a Vojskova-patak völgye felett, egy körülbelül 2 km széles és körülbelül 3 km hosszú fennsíkon fekszik, mely védett az ezen a területen gyakori árvizektől. Több olyan faluból áll, amelyeket főként a lakók vezeték- vagy keresztneve alapján neveztek el, nevezetesen: Bjelani, Džada, Lukići, Gazdini, Jovići, Karani, Crnobrnji, Šaponji (Donji és Gornji), Mileševići (Donji és Gornji), Ćopići és Mačkići.

## Népessége
| Nemzetiségi csoport | Népesség 1991 | Népesség 2013 |
| ------------------- | ------------- | ------------- |
| Szerb               | 267           | 145           |
| Bosnyák             | 0             | 0             |
| Horvát              | 0             | 0             |
| Jugoszláv           | 0             | 0             |
| Egyéb               | 0             | 0             |
| Összesen            | 267           | 145           |

## Története
Az itt talált bronzleletek tanúsága szerint itt már a bronzkorban és a vaskorban is éltek emberek. Területén feltehetően bronzkori öntőműhely működött. Osredak területe 1878-ig tartozott az Oszmán Birodalomhoz, majd az Osztrák-Magyar Monarchia része lett. A monarchia szétesésével 1918-ben előbb a Szerb-Horvát-Szlovén Királyság, majd 1929-től a Jugoszláv Királyság része. 1945-től a település a szocialista Jugoszlávia része volt. A boszniai háború idején a falu szerb félkatonai alakulatok ellenőrzése alatt állt. 

## Oktatás
Branko Ćopić általános iskola

## Nevezetességei
- Zekanov grob – a falu területén 1956-ban véletlenül bronz tárgyakat találtak. A kerámia edényeket, melyekben a tárgyak voltak a megtalálók összetörték. A leletek két nagy csoportba oszthatók. Az első edényben 17 szekerce (közülük négy megsemmisült), egy kopjahegy, két tőr és a Gorinjevo-típus késői változatához tartozó fibulák voltak. A másik edényben 12 darab bronztömb, köztük magas vastartalmú ötvözetek voltak, melyek a késői bronzkorhoz és a korai vaskorhoz tartoztak.[4]

## Fordítás
- Ez a szócikk részben vagy egészben  a(z)   Осредак (Крупа на Уни) című szerb Wikipédia-szócikk ezen változatának fordításán alapul.  Az eredeti cikk szerkesztőit annak laptörténete sorolja fel. Ez a jelzés csupán a megfogalmazás eredetét és a szerzői jogokat jelzi, nem szolgál a cikkben szereplő információk forrásmegjelöléseként.